# James Bird (martyr)
Pour les articles homonymes, voir James Bird.
James Bird né à Winchester à une date inconnue et mort martyr dans cette même ville le 25 mars 1592 est un laïc anglais exécuté le sous le règne d'Élisabeth Ire. 

## Biographie
Né dans une famille anglicane il se convertit à l'âge de 19 ans au catholicisme dans des circonstances que nous ne connaissons pas. Désireux devenir prêtre il part pour le continent et s'inscrit au collège anglais de Douai. Son projet de devenir prêtre n'aboutit pas. Il rentre en Angleterre sans être ordonné. Sa détermination à vivre en catholique ne faiblit pas pour autant. Dans sa ville natale où il est de retour il finit par se faire remarquer par les autorités. Il refuse en effet publiquement de participer aux offices anglicans. Arrêté il est sommé de prononcer le serment de suprématie, serment qui consistait à reconnaître le souverain comme chef suprême de l'Eglise. Il refuse. Il est alors condamné à mort pour haute trahison. Il est exécuté le 25 mars 1592 pendu, traîné sur une claie jusqu'à la potence et mis en quart. 

## Vénération
Reconnu comme un martyr catholique, il est béatifié en 15 décembre 1929 par le pape Pie XI. Vénéré par l'Église catholique il est fêté le 25 mars et est compté dans la liste des Cent sept martyrs d'Angleterre et du pays de Galles.

## Voir également
- Martyrs de Douai
- Martyrologe romain
- Martyrs d'Angleterre et du pays de Galles
- Quatre-vingt-cinq martyrs d'Angleterre et de Galles
- Quarante martyrs d'Angleterre et de Galles
- Cinquante-quatre martyrs anglais